# Casket Casey
Casket Casey es una banda sueca que fue formada por Pettersson y Marklund, a la que posteriormente se unió la cantante y voz principal de la banda Cia Hedmark, a finales del año 2003.
Las cuatro canciones compuestas fueron escritas y grabadas tan pronto como el baterista Stefan Strömberg se unió a la banda a principios del 2004.
La casa disquera Blood and Guts Records accedió a grabar el disco (con solamente cuatro pistas) titulado "Coffin' up Bones", el cual, cuenta una historia grotesca de una mujer necrofílica llamada Casket Casey.
Por ahora, el trabajo con este disco ha terminado y la banda ha empezado a trabajar en un álbum completo, con el cual se continuará con la historia ya empezada de Casket Casey, un pequeño viaje dentro de la oscura mente de un verdadero psicótico, según los miembros de la banda.
Este CD con cuatro canciones puede ser comprado en su página oficial, actualmente no hay noticias sobre la salida del álbum predecesor del Coffin' up Bones, del cual el proceso de grabación comenzó desde septiembre del 2006. 

## Integrantes
- Cia Hedmark - Voces

- Mattias Marklund - Guitarra

- Patrick Pettersson - Bajo eléctrico

- Mikael Lång - Guitarra

- Stefan Strömberg - Batería